# Morsang-sur-Seine
Morsang-sur-Seine é uma comuna francesa na região administrativa da Ilha-de-França, no departamento de Essonne. Estende-se por uma área de 4,39 km². Em 2010 a comuna tinha 574 habitantes (densidade: 130,8 hab./km²).